# Brachymeria marginiscutis
Brachymeria marginiscutis är en stekelart som först beskrevs av Cameron 1907.  Brachymeria marginiscutis ingår i släktet Brachymeria och familjen bredlårsteklar. Inga underarter finns listade.